# Turak żółtodzioby
Turak żółtodzioby (Tauraco macrorhynchus) – gatunek średniej wielkości ptaka z rodziny turakowatych (Musophagidae). Występuje w Zachodniej i Środkowej Afryce, głównie wzdłuż wybrzeża Zatoki Gwinejskiej. Nie jest zagrożony wyginięciem. Charakterystyczne dla tego i kilku spokrewnionych z nim gatunków jest występowanie w piórach unikatowych barwników: zielonej turakowerdyny i czerwonej turacyny, niespotykanych u prawie żadnych innych zwierząt.

## Zasięg występowania
Areał zamieszkania podzielony jest na dwie strefy: zachodnią obejmującą leśne tereny Gwinei, Sierra Leone, Liberii, Wybrzeża Kości Słoniowej i Ghany. Wschodni areał obejmuje przybrzeżne tereny Nigerii i Kamerunu, niemal cały obszar Gabonu i Gwinei Równikowej oraz zachodnie krańce Konga i Demokratycznej Republiki Konga aż po skrajnie północno-zachodnie obszary Angoli (prowincje Kabinda i Zair). Zamieszkuje raczej niżej położone lasy, najwyżej można spotkać ten gatunek na wysokości 1600 m n.p.m. Zasięg jego występowania jest zbliżony do podobnego turaka zielonoczubego, z tym że turak żółtodzioby preferuje gęstsze i bardziej zwarte, pierwotne lasy deszczowe, z dala od ludzkiej ingerencji w przyrodę.

## Systematyka
Gatunek ten po raz pierwszy zgodnie z zasadami nazewnictwa binominalnego opisał w 1839 roku Louis Fraser. Autor nadał mu nazwę Corythaix macrorhynchus. Nie wskazał miejsca typowego, gdyż holotyp pochodził z ptaszarni i nie było wiadomo, gdzie został odłowiony; później jako miejsce typowe uznano Sierra Leone. Obecnie gatunek ten zwykle zaliczany jest do rodzaju Tauraco. W 2020 roku w oparciu o badania filogenetyczne zaproponowano wydzielenie go do rodzaju Musophaga.

### Podgatunki
Wyróżnia się dwa podgatunki T. macrorhynchus:
- T. macrorhynchus macrorhynchus (Fraser, 1839) – turak żółtodzioby[5] – zachodnia część areału
- T. macrorhynchus verreauxii (Schlegel, 1854) – turak ognistoczuby[5] – wschodnia część areału

## Opis gatunku
Upierzeniem przypomina bardzo turaka zielonoczubego, do którego wcześniej był zaliczany jako podgatunek.
Głowa i przednia część tułowia (szyja, pierś, górna część grzbietu) zielone. Czub zakończony białą kreską, która na karku łączy się z również białą linią wychodzącą spod oka. U podgatunku T. macrorhynchus verreauxii zakończenie czuba ognistoczerwone. Otoczka oka naga i czerwona jak u innych gatunków turaków. Dziób wyróżnia go od podobnych gatunków żółtym kolorem i brakiem piór u nasady, co czyni wrażenie dużo większego. Stąd łaciński epitet gatunkowy macrorhynchus, co znaczy „dużodzioby”. Tylna część ciała: od pokryw skrzydłowych i brzucha po ogon niebiesko-granatowe, poza czerwonymi lotkami widocznymi w locie. Skrzydła stosunkowo krótkie i zaokrąglone, ogon długi, przystosowany do manewrowania wśród gałęzi. Lata słabo, za to zręcznie skacze i wspina się wśród koron drzew. Charakterystyczny, donośny głos turaka przypomina nawoływanie się małp.
Średnie wymiary
Długość ciała: 40–43 cm (wraz z długim ogonem). Masa ciała: samce 261–272 g, samice 216–234 g.
Biotop
Gęste, pierwotne, nizinne lasy równikowe.
Pożywienie
Owoce, pąki, liście i kwiaty drzew. Dietę uzupełniają też drobne stawonogi.
Rozmnażanie
Samica składa zwykle 2 jaja. Młode wychowują obydwoje rodzice.

## Status
Międzynarodowa Unia Ochrony Przyrody (IUCN) uznaje turaka żółtodziobego za gatunek najmniejszej troski (LC – Least Concern). Liczebność populacji nie została oszacowana, ale ptak ten opisywany jest jako lokalnie pospolity w Liberii i Gabonie, w pozostałych krajach rzadki, choć może to wynikać z tego, że jest mylony z innymi gatunkami turaków. Trend liczebności populacji oceniany jest jako spadkowy ze względu na utratę siedlisk.